# ماریون (نیویورک)
ماریون، نیویورک (انگلیسی: Marion, New York) یک منطقهٔ مسکونی در ایالات متحده آمریکا است که در شهرستان وین، نیویورک واقع شده است. جمعیت این شهر بر اساس سرشماری سال ۲۰۱۰، ۴۷۴۶ نفر بوده است. این نام از قهرمان جنگ انقلابی فرانسیس ماریون گرفته شده است. این یک شهر داخلی در نزدیکی مرکز شهرستان، تقریباً ۲۰ مایلی شرق روچستر، نیویورک و ۵۰ مایلی غرب سیراکوز است.
این شهر دارای دهکده‌ای (و محل تعیین شده سرشماری) است که ماریون نیز نامیده می‌شود. ادارات دولتی این شهر در آنجا واقع شده‌اند.